# Lijst van fauvisten
Hieronder volgt een overzicht van fauvistische kunstenaars in chronologische volgorde gerangschikt:
- Étienne Terrus  1857-1922  Frans kunstschilder
- Georges Braque  1882-1963  Frans kunstschilder
- Charles Camoin  1879-1965  Frans kunstschilder
- André Derain  1880-1954  Frans kunstschilder en beeldhouwer
- Kees van Dongen  1877-1968  Nederlands kunstschilder
- Raoul Dufy  1877-1953  Frans kunstschilder
- Roger de la Fresnaye  1885-1925  Frans kunstschilder
- Emile-Othon Friesz  1879-1949  Frans kunstschilder
- Leo Gestel  1881-1941  Nederlands kunstschilder
- Henri Manguin  1874-1949  Frans kunstschilder
- Albert Marquet  1875-1947  Frans kunstschilder
- Henri Matisse  1869-1954  Frans beeldhouwer en kunstschilder
- Jean Puy  1876-1960  Frans kunstschilder
- Georges Rouault  1871-1958  Frans kunstschilder
- Jan Sluijters  1881-1957  Nederlands kunstschilder
- Louis Valtat  1869-1952  Frans kunstschilder
- Maurice de Vlaminck  1876-1958  Frans kunstschilder
- Rik Wouters 1882-1916 Vlaams kunstschilder en beeldhouwer
- Marguerite Thompson Zorach  1887-1968  Amerikaans kunstschilder